# Sommer der Erwartung
Sommer der Erwartung (Originaltitel: Spencer's Mountain) ist ein US-amerikanischer Spielfilm von Delmer Daves aus dem Jahre 1963. Das Drehbuch basiert auf dem gleichnamigen Roman von Earl Hamner jr. Der Roman und auch der Film waren die Grundlage für die spätere Fernsehserie Die Waltons. Uraufgeführt wurde der Film am 16. Mai 1963, in den deutschen Kinos startete er am 1. November 1963.

## Handlung
In den Bergen der Teton-Kette in Wyoming lebt Clay Spencer mit seiner Frau Olivia und neun Kindern. Er ist der einzige von neun Enkeln, der sein Erbe antritt und das Land weiter bewirtschaftet. Sein ältester Sohn Clayboy wird in Kürze die Highschool abschließen, etwas, was noch kein Spencer geschafft hat. Durch den Fleiß und die Gelehrsamkeit des Jungen beeindruckt, schlägt ihn seine Lehrerin Miss Parker für ein Stipendium an der Universität von Wyoming vor. Doch die einzige Möglichkeit für ein Studium ist ein Theologie-Stipendium, das allerdings bei dem Kirchengegner Clay Spencer auf Widerstand stößt.
Clayboys Bewerbung wird abgelehnt, weil er keinen Latein-Unterricht hatte. Er verspricht Pater Goodson, jeden Sonntags-Gottesdienst zu besuchen. Dafür unterrichtet der Pater ihn in Latein. Als Clayboy in der Stadtbücherei lernt, wird er auf Claris Coleman aufmerksam und verliebt sich in sie. Claris ist die reiche Tochter des Arbeitgebers seines Vaters.
Ein Unglück sucht die Spencers heim. Der Großvater wird von einem gefällten Baum erschlagen. Kurz darauf akzeptiert die Universität Clayboys Bewerbung, doch es fehlt ihm an Geld für das Stipendium. Vater Clay sieht ein, dass er Opfer für die Zukunft der Spencers bringen muss. Er verkauft das Stück Land, auf dem er gerade ein Traumhaus für seine Frau baut. Im September verabschiedet sich die Familie von Clayboy, der zur Universität geht.

## Hintergrund
Der Film spielte in den USA 4,75 Millionen US-Dollar ein. Gedreht wurde im Grand-Teton-Nationalpark in Wyoming.
Der Film spielt in der damaligen Gegenwart Anfang der 1960er Jahre, während man später für Die Waltons die Handlung in die 1930er Jahre verlegte.
Für Donald Crisp war es die letzte Rolle in einem Film. Der Oscarpreisträger von 1942 starb elf Jahre nach diesem Film. Für Mimsy Farmer war es das Debüt in einem Kinofilm. Bronwyn FitzSimons, die eine nicht erwähnte Kleinrolle als Universitätssekretärin spielte, ist die Tochter der Hauptdarstellerin Maureen O’Hara. Ein weiterer Verwandter von ihr ist ihr Bruder James O’Hara, der einen der Brüder von Clay Spencer spielt. Das Baby der Spencers, Donnie, wird von Michele Daves dargestellt, einer Enkelin des Regisseurs Delmer Daves. Eine weitere Spencer-Tochter, Becky, wird, im Abspann nicht erwähnt, von Veronica Cartwright dargestellt. Ebenfalls im Abspann nicht erwähnt wurde der spätere Tarzandarsteller Mike Henry.
Die Kostüme stammten von Marjorie Best (Oscar 1950).

## Kritiken
„Melodramatische Familiengeschichte vor dem Hintergrund der imposanten Naturlandschaft Wyomings; in der Milieuzeichnung treffend und gut gespielt.“

„Große Gefühle vor prächtiger Kulisse.“

## Auszeichnungen
- 1963: Nominierung für den Goldenen Laurel für Henry Fonda